# T-100 (Panzer)
Der T-100 war ein schwerer sowjetischer Panzerprototyp mit Zwillingsturm, der 1938–39 als Ersatz für den T-35 entworfen wurde.

## Entwicklung
Ab 1932 begannen in der Sowjetunion, vermutlich auf direkte Anregungen Stalins hin, Entwicklungsarbeiten an einer ganzen Reihe überschwerer Panzer. Diese Konstruktionen (T-35, T-39, SMK, T-100) kamen aus der Leningrader Lokomotivfabrik oder dem „Leningrader besonderen Konstruktionsbüro Nr. 185“, weshalb die Muster verschiedentlich als „Leningrader Monster“ bezeichnet werden. Die T-100- und SMK-Panzer waren als Ersatz für die veralteten T-35-Multiturmpanzer im April 1938 in Auftrag gegeben worden. Die Endmontage wurde zum 31. Juli 1939 abgeschlossen und das Fahrzeug zur Erprobung dem Militär übergeben. Im Februar 1940 nahm der T-100 zusammen mit anderen Versuchspanzern SMK und KW (der noch mit zwei Kanonen in einem Turm bewaffnet war) am Winterkrieg gegen Finnland teil. Die Fronterfahrungen zeigten, dass der Panzer zwar gut gegen 37- und 45-mm-PAK geschützt war, die Bewaffnung jedoch zu schwach für die ihr gestellten Aufgaben, die Zerstörung der Befestigungsanlagen, war. Im April 1940 wurde die Weiterentwicklung des T-100 zugunsten des KW-Panzers aufgegeben.

## Weitere Prototypen
Auf Basis des T-100 wurden weitere Prototypen entworfen, doch bis auf den vom T-100Y abgeleiteten T-100X/SU-100U wurden keine weiteren Entwürfe fertiggestellt.
- T-100X: mit einer 130-mm Marinekanone B-13, später dann zur SU-100U weiterentwickelt
- T-100Y: mit einer 152-mm-Kanone
- T-100Z: mit einer 152-mm-Haubitze M-10T und einer 45-mm-Kanone 20K
- Objekt 0-50: schwerer Durchbruchspanzer mit einer 76-mm/L-11-Kanone und einer 45-mm-20K-Kanone in einem Turm
- Objekt 103: schwerer Durchbruchspanzer mit 130-mm-Schiffskanone B-13

## Technische Daten
| Bezeichnung                    | T-100                                                                                             |
| ------------------------------ | ------------------------------------------------------------------------------------------------- |
| Typ:                           | Schwerer Panzer                                                                                   |
| Besatzung:                     | 7                                                                                                 |
| Antrieb:                       | 1 Ottomotor GAM-34, 800 PS (588 kW)                                                               |
| Länge über alles:              | 7400 mm                                                                                           |
| Breite über alles:             | 3200 mm                                                                                           |
| Höhe über alles:               | 3200 mm                                                                                           |
| Bodendruck:                    | 66,7 kPa                                                                                          |
| Watfähigkeit:                  | 1250 mm                                                                                           |
| Grabenüberschreitfähigkeit:    | 4000 mm                                                                                           |
| Kletterfähigkeit:              | 1300 mm                                                                                           |
| Steigfähigkeit:                | 42 %                                                                                              |
| Querneigung:                   | 25 %                                                                                              |
| Gefechtsgewicht:               | 58.000 kg                                                                                         |
| Höchstgeschwindigkeit Straße:  | 35,7 km/h                                                                                         |
| Höchstgeschwindigkeit Gelände: | 14 km/h                                                                                           |
| Fahrbereich:                   | 120 km                                                                                            |
| Bewaffnung:                    | 1 × 76,2-mm-Kanone, 1 × 45-mm-Kanone, 4 × 7,62-mm-MGs                                             |
| Munition:                      | 120 Granaten für die 76,2-mm Kanone; 393 Granaten für die 45-mm-Kanone; 4284 Patronen für die MGs |